# Western Associated Press
La Western Associated Press était une agence de presse américaine, créée en 1862 par les journaux du centre-ouest des États-Unis, qui s’estimaient floués par les services offerts par la première agence de presse américaine, créée en 1849, sous le nom de Harbor News Association, laquelle fera place en 1856 à la « General News Association of the City of New York », qui deviendra la New York Associated Press (NYAP). Cette dernière a ensuite été absorbée par la Western Associated Press, qui est alors devenue l'Associated Press, première agence de presse au monde.

## Histoire

### Premières démarches en 1861
En 1861,  à Indianapolis, Joseph Medill, qui avait racheté en 1855 les actions du Chicago Tribune, est chargé d’organiser une réunion des neuf journaux en colère contre la New York Associated Press de New York, mais aussi une mission de bons offices avec celle-ci. Les journaux insurgés reprochent aux dépêches du soir de l'AP ne pas leur parvenir à temps, particulièrement celles qui couvrent la Guerre de Sécession, très lues dans leurs colonnes.
Deux autres réunions se tiennent, l'une en 1863 à Dayton et l'autre en 1864 à Cincinnati, sans parvenir à une solution autre que l’envoi à New York d’un journaliste permanent, Thomas Knox, chargé de s’assurer que les envois sont correctement faits. Il est alors prévu que les journaux qui le souhaitent peuvent bénéficier d’une couverture en « extra », supplémentaire, de 2 000 mots par jour, pour un prix de 2 000 dollars par mois. 
La décision de créer la Western Associated Press (WAP) est prise en 1864 à Cincinnati. La nouvelle association accuse la New York Associated Press de pratiques monopolistiques. Le 22 novembre 1865, les représentants de quinze journaux réunis à Louisville approuvent officiellement la naissance de la Western Associated Press. Cent actions de dix dollars sont émises, une au maximum pour chaque membre. Un conseil d’administration doit se réunir une fois par an, jusqu'en 1876. La nouvelle association, qui est une coopérative, obtient d’autres concessions de la New York Associated Press à partir de 1866. Au 1er novembre 1867, elle réunit cinquante adhérents contre dix-sept en 1866.

### Les cinq associations auxiliaires
Pour éviter les faillites de journaux fragiles, Joseph Medill préfère passer des contrats avec des associations régionales, dites auxiliaires. Ainsi, cinq autres AP apparaissent de 1877 à 1882: la Northern Associated Press, la Northwestern Associated Press, la Kansas and Missouri Associated Press, la Trans-Mississippi Associated Press et la Colorado Associated Press.
En 1884, l’association Western Associated Press décide que ses membres s’engagent à ne pas recevoir d’informations en provenance de non-membres de l’une des AP régionales. Avant cette date, la New York Associated Press faisait signer aux journaux d’une même ville des contrats interdisant de transmettre des nouvelles à d’autres journaux sans son accord et celui de tous les journaux de la ville membres de la Western Associated Press.

### Les manœuvres de la Western Union
En 1866, la compagnie de télégraphe Western Union de Jay Gould approche Daniel H. Craig,  agent général de la New York Associated Press, pour lui proposer de créer une société dans laquelle elle détiendrait la moitié des parts. Une société dont les opérateurs télégraphiques collecteraient les nouvelles à travers le pays, en transcrivant et transmettant les articles de journaux. Le conseil d’administration de la New York Associated Press l’apprend et décide de licencier Daniel H. Craig. Ce premier signe de faiblesse incite la Western Associated Press à redoubler de vigueur.
Daniel H. Craig décide alors de créer sa propre agence de presse, la United States and European Telegraph News Association, qui récupère la plupart des employés de la New York Associated Press et nombre de clients. Mais ses ambitions se heurtent au fait que le câble télégraphique transatlantique, terminé en 1866, arrive directement dans les locaux de la New York Associated Press, désormais sa concurrente.
En colère contre ces forces centripètes, la « jeune garde » des journalistes de Chicago prend le pouvoir au sein de la Western Associated Press. Au nom de tous les journaux de l'ouest, elle décide de négocier avec la NYAP, affaiblie par le départ de Daniel Craig. En 1869, la Western Associated Press réussit un autre coup audacieux : elle obtient le contrat d'échange de nouvelles avec l'Agence Continentale allemande, jusque-là assuré par sa rivale new-yorkaise, la NYAP. 
En 1892, la Western Associated Press est transformée en une agence de presse nationale basée à Chicago dans l’Illinois et baptisée « Associated Press » , avec laquelle fusionne toutes les AP régionales, dont la NYAP.